# EL86

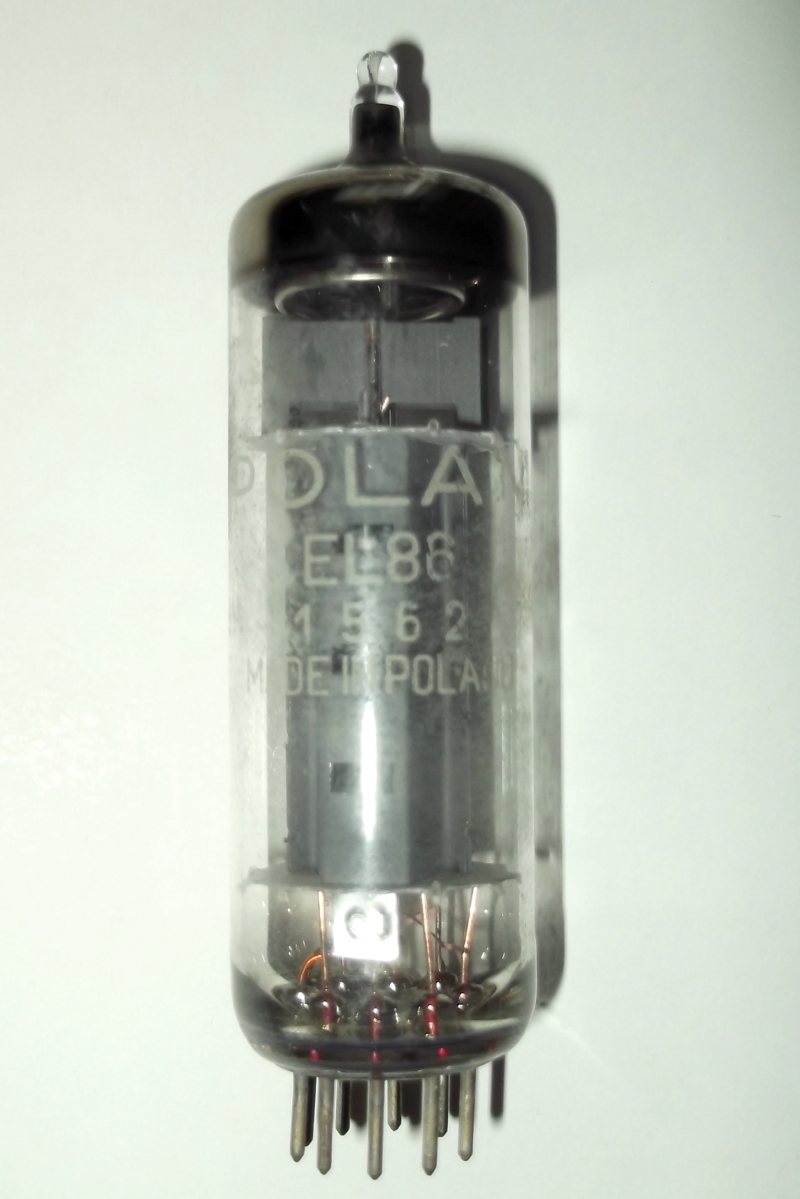
EL86.

EL86 es una válvula de vacío electrónica fabricada en Europa.

## Clasificación por cantidad de electrodos
Tipo pentodo con base noval B9A de 9 pines. 

## Clasificación por tensión de filamento y función
Pertenece al grupo E, lo que significa que la alimentación del filamento es de 6,3 V y L, lo que significa que es un pentodo de salida. Tiene también una versión: la XL86 (8CW5), cuya tensión de filamento es de 8 V.

## Características principales
La alimentación del filamento es en paralelo e indirecta: 6,3 V 0,76 A. Tiene una tensión máxima de ánodo de 300 V y una potencia máxima de ánodo de 12 W. La transconductancia es de 11,0 mA/V para tensión de placa de 170 V, tensión de pantalla 170 V y tensión de grilla 1 o de control de −12,5 V; o de 13,0 mA/V para tensión de placa de 100 V, tensión de pantalla de 100 V y tensión de grilla 1 de −5,0 V.

### Características promedio para una válvula en salida simple clase A
- Tensión de placa: 200 V.
- Tensión de pantalla: 200 V.
- Resistor de cátodo. 215 ohmios.
- Resistencia interna de placa: 2500 ohmios.
- Resistor de pantalla, sin desacoplamiento: 470 ohmios.
- Corriente de placa: 64 mA.
- Corriente de pantalla: 3,2 mA.
- Tensión de entrada de audio: 7 V.
- Corriente máxima de pantalla: 11,4 mA.
- Potencia de salida, para 10 % de distorsión armónica total. 5,3 W.

## Usos
Es de las denominadas output stage (amplificación final o etapa de salida), por lo que su uso principal es como válvula de salida en amplificadores de audio.
La EL86 fue muy utilizada en los receptores de radio de Siemens, AEG o Philips. Su configuración típica fue en clase A en estos receptores.
También en equipos de audio en salida push-pull (clase A estricta) o en salida simétrica (clases AB1 o AB2) y en combinados con salida sin transformador.

## Equivalencias y reemplazos
Su equivalente americana es la 6CW5. Un reemplazo con características militares es el tipo CV5094.

## Historia
Esta válvula fue fabricada en 1956 para evitar la necesidad de utilizar etapas de preamplificación, que hasta entonces se requerían con la EL41. Fue un intento de reemplazo para el modelo EL84. Pero nunca llegó a reemplazar a ésta. Después se diseñó la ECL86 que es un triodo "C" y un pentodo "L" en la misma válvula. Y pertenece a las del tipo de alimentación de 6,3V "E".